# Seznam norveških kiparjev
Seznam norvaških kiparjev.

## A
- Nils Aas

## B
- Ørnulf Bast
- Marie Blokhus
- Paal Brekke

## M
- Julius Middelthun

## N
- Frederik Meldal Nørgaard

## S
- Stephan Sinding
- Per Palle Storm

## V
- Gustav Vigeland

## W
- Sigri Welhaven